# Heinrich Kuhlmann (Politiker, 1855)
Heinrich Kuhlmann (* 24. Mai 1855 in Geestemünde; † 17. Februar 1922 in Bremerhaven) war ein deutscher Unternehmer und Kommunalpolitiker.

## Leben
Der Vater von Heinrich Kuhlmann war ein aus Verden stammender Schlachtermeister, was dazu führte, dass er bereits 1875 selbstständiger  Fleischwarenfabrikant wurde.
1895 gehörte er zu den Gründern der Nordwestdeutschen Zeitung, deren Aufsichtsratsvorsitzender er 1911 wurde.
Von 1896 bis 1920 war er zudem als Kommunalpolitiker in Lehe und Geestemünde aktiv. 1896 wurde er erstmals zum Stadtverordneten gewählt, ab 1903 wurde er ehrenamtlicher Stadtrat, 1908 dann Stellvertreter des Stadtdirektors.
Er beteiligte sich 1903 an der Gründung der Häuteverwertungsgesellschaft und wurde Vorsitzender des Aufsichtsrats. 1912 beteiligt er sich an der Gründung der Viehmarktsbank der Unterweserstädte (später Weserbank) und wurde dort Aufsichtsratsmitglied, wie auch bei der Hochseefischerei Bremerhaven AG, der Actienbrauerei Karlsburg und dem Bremer Bankverein AG.
In seiner Jugend studierte Kuhlmann bei Hans Licht und Ernst Wilhelm Müller-Schönfeld an der Berliner Akademie. In seinen jungen Jahren malte er Porträts und Landschaften und schuf Auftragsarbeiten für Kaufleute und für Fabrikanten aus Hamburg und Bremerhaven. Viele seiner Arbeiten gelten als versollen. In seinen späteren Jahren malte er aus Leidenschaft oft Bilder der norddeutschen Landschaft, Wiesen, Felder, aber vor allem Häfen und Schiffe aus seiner Heimat Bremerhaven.
1918 gehört Kuhlmann zu den Gründungsmitgliedern der Deutschen Demokratischen Partei (DDP).

## Ehrungen
- Goldmedaille der Louisiana Purchase Exposition
- Ehrenbürger von Bremerhaven (1920)